# Meteora (album)
Meteora è il secondo album in studio del gruppo musicale statunitense Linkin Park, pubblicato il 25 marzo 2003 dalla Warner Bros. Records.
Si tratta del primo album registrato dal gruppo con il bassista Phoenix (se si esclude l'album di remix Reanimation del 2002). Il titolo dell'album trae ispirazione da una serie di monasteri situati in Grecia, di cui il gruppo venne a sapere nel 2002 durante un tour europeo.
È stato inoltre il primo nella loro carriera a debuttare direttamente in cima alla Billboard 200 statunitense, vendendo oltre 810 000 copie durante la prima settimana. A fine 2003 ha venduto oltre sette milioni di copie in tutto il mondo, risultando il quarto album più venduto dell'anno; al 2011 ha venduto oltre 12 milioni di copie. Nel 2023 la rivista Loudwire l'ha inserito al sesto posto nella sua lista dei 50 migliori album nu metal di sempre.

## Antefatti
Dopo il successo dell'album d'esordio Hybrid Theory, i Linkin Park cominciarono subito a lavorare su un secondo album in studio. I primi brani furono scritti nello studio di Mike Shinoda e sul tour bus durante la tournée di Hybrid Theory. La registrazione delle tracce si divise tra composizione tradizionale e l'uso di Pro Tools. Nel giro di otto mesi il gruppo aveva già realizzato ottanta demo.
A giugno 2002 il gruppo terminò la preproduzione e passò subito alla fase lavorativa definitiva, durante il quale ebbe modo di lavorare su 40 demo, ridotte a circa la metà a inizio luglio (in quanto furono scartate immediatamente quelle senza tracce vocali) per giungere infine all'obiettivo di avere dodici potenziali tracce da includere nel disco. Per la produzione i Linkin Park si affidarono nuovamente a Don Gilmore, recandosi agli NRG Recording Studios di North Hollywood per registrare il materiale. Nel mese di agosto (e fino al 27 di tale mese) il batterista Rob Bourdon fu il primo ad entrare in studio di registrazione, registrando 18 tracce in tutto.
Le sessioni di registrazione terminarono il 12 dicembre 2002, con un totale di quindici brani completi, tre dei quali scartati dalla lista tracce definitiva: Lost, Fighting Myself e More the Victim. Il primo da essi, come successivamente raccontato da Shinoda nel 2023, fu inizialmente considerato per il disco ma fu rimpiazzato da Numb, in quanto ritenuto potenzialmente migliore nonostante fosse molto simile in termini di struttura musicale.

## Tematiche e stile musicale
Come il precedente Hybrid Theory, Meteora racchiude più generi differenti tra loro, passando dal nu metal, al rap metal/rap rock, con l'aggiunta di elementi rock alternativo e alternative metal. Tra i tredici brani che compongono il disco è presente anche Breaking the Habit, che si differenzia dai restanti per la presenza di strumenti ad arco e pianoforte reali; riguardo al brano, Shinoda ha affermato che si tratta di un brano molto importante per il gruppo e che ha richiesto cinque anni per la sua scrittura.

Dal punto di vista dei testi, le tematiche affrontate in Meteora trattano la depressione, la rabbia e la sofferenza. Il cantante Chester Bennington, al riguardo, spiegò ad MTV:
 Nella stessa intervista, Shinoda spiegò che l'intenzione dei Linkin Park era di «persuaderci l'un l'altro a trovare nuovi modi per essere creativi [...] Volevamo dare un buon esempio con ciascuna canzone, in modo che potesse restare a mente – qualcosa che non si fosse mai sentito prima».

## Promozione
In anticipazione all'album i Linkin Park organizzarono l'LP Underground Tour, tournée riservata esclusivamente agli iscritti al loro fan club. Iniziato a Milano il 23 febbraio, il tour si concluse con due date a Los Angeles a ridosso dell'uscita di Meteora. Intorno allo stesso periodo dell'inizio del tour, il 24 febbraio 2003 entrò in rotazione radiofonica il primo singolo Somewhere I Belong, il cui video musicale (diretto dal DJ Joe Hahn) venne successivamente premiato come miglior video rock agli MTV Video Music Awards 2003.
Meteora fu commercializzato in edizione standard e speciale, quest'ultima presentata in un cofanetto contenente l'edizione digipak dell'album e un DVD con il dietro le quinte della realizzazione dello stesso. Dal disco furono in seguito estratti altri quattro singoli: Faint, uscito a giugno e il cui video fu girato da Mark Romanek verso la fine di aprile, Numb, presentato l'8 settembre e seguito il 29 dello stesso mese dalla première del video trasmessa su Yahoo!, From the Inside, uscito agli inizi del 2004 per il solo mercato europeo, e Breaking the Habit, il cui video animato (diretto da Hahn e Kazuto Nakazawa) ebbe il premio di video preferito dagli spettatori agli MTV Video Music Awards 2004. Inoltre il brano strumentale Session fu incluso nella colonna sonora del film Matrix Reloaded, diffusa a maggio 2003. Tra questi, Numb ha ottenuto grande popolarità a livello mondiale a livello mondiale, al punto da raggiungere la soglia del miliardo di riproduzioni in streaming su Spotify nel 2022.
A partire dal mese di aprile 2003 i Linkin Park intrapresero varie tournée a supporto dell'album. La prima di queste fu il Projekt Revolution 2003, dove vennero accompagnati dai Blindside, Mudvayne e Xzibit, Tra luglio e agosto 2003 il gruppo ha preso parte al Summer Sanitarium Tour 2003 dei Metallica, svoltosi esclusivamente negli Stati Uniti d'America; dalle due date tenute a Houston e Irving è stato tratto l'album dal vivo Live in Texas, commercializzato nel mese di novembre.
Nel 2004 uscì per il mercato asiatico la Tour Edition di Meteora, contenente un DVD bonus con tutti i video estratti dall'album (ad esclusione di quello di From the Inside, in quanto distribuito soltanto in Europa).
Il 7 aprile 2023 è stata pubblicata la riedizione dell'album volta a celebrarne il ventennale. Oltre all'album originale, il cofanetto racchiude anche l'album dal vivo Live in Texas e l'inedito album dal vivo Live in Nottingham 2003 e vari CD e DVD contenenti b-side, concerti, demo e inediti; tra questi ultimi figurano anche Lost e Fighting Myself, pubblicati come singoli rispettivamente il 10 febbraio e il 24 marzo. Lost ha in seguito ottenuto un buon successo commerciale, debuttando nelle prime posizioni delle classifiche rock stilate da Billboard.

## Accoglienza
Meteora ricevette un'accoglienza generalmente positiva, sebbene la critica specializzata abbia evidenziato uno stile musicale poco originale e molto simile al precedente Hybrid Theory. Il punteggio complessivo di Metacritic è 62.
David Jenison del sito E! elogiò l'album, assegnandogli il punteggio massimo. Tom Sinclair di Entertainment Weekly ha spiegato come il gruppo e il produttore Don Gilmore siano stati in grado di «costruire un album fragoroso e sinergico che mescola perfettamente i diversi elementi sonori del gruppo in una perfezione radiofonica». Dan Gennoe di Dotmusic ha definito l'album una «fonte garantita di singoli onnipresenti», assegnando un punteggio di 8/10.
Stephen Thomas Erlewine di AllMusic, dando all'album tre stelle su cinque, lo ha definito «né più né meno che una specie di Hybrid Theory 2», notando tuttavia che «il gruppo ha classe e abilità di realizzazione, fermandosi a 36 minuti e 41 secondi, una mossa che lo rende decisamente più ascoltabile di altri prodotti simili e, per estensione, più potente, dal momento che il gruppo sa dove concentrare le proprie energie, cosa che molti gruppi di genere non fanno». La rivista Billboard spiegò come l'album non presentasse nulla di eclatante a livello di innovazione ma ritenendolo «un prodotto perfetto per la gente», fatto condiviso anche da NME.
La rivista Q recensì negativamente Meteora, definendolo «un esercizio di marketing più che un prodotto di buon livello artistico».

## Tracce
Testi e musiche dei Linkin Park, eccetto dove indicato.

### Edizione standard
1. Foreword – 0:13
2. Don't Stay – 3:07
3. Somewhere I Belong – 3:33
4. Lying from You – 2:55
5. Hit the Floor – 2:44
6. Easier to Run – 3:24
7. Faint – 2:42
8. Figure.09 – 3:17
9. Breaking the Habit – 3:16
10. From the Inside – 2:53
11. Nobody's Listening – 2:58
12. Session – 2:23
13. Numb – 3:05

Contenuto multimediale
1. The Art of Meteora
2. Website Toolkit
3. Exclusive Access Media to Web-Based Media

Tracce bonus nell'edizione digitale
1. Lying from You (Live at Alcatraz, Milan, IT, 2/23/2003 - LP Underground Tour) – 3:04
2. From the Inside (Live UK/US 2003 - LP Underground Tour) – 2:55
3. Easier to Run (Live from the Carling Apollo Theatre, Manchester, England, 3/7/2003 - LP Underground Tour) – 3:22

Tracce bonus nella riedizione deluxe digitale di iTunes del 2013
1. Step Up (Live) – 4:14
2. Somewhere I Belong (Live at Milton Keynes) – 3:41

DVD bonus presente nell'edizione speciale
1. The Making of Meteora – 34:18

DVD bonus presente nella Tour Edition
1. Somewhere I Belong – 3:35
2. Faint – 2:44
3. Numb – 3:07
4. Breaking the Habit – 3:18

### Meteora20
LP 1/CD 1 – Meteora
1. Foreword – 0:13
2. Don't Stay – 3:08
3. Somewhere I Belong – 3:34
4. Lying from You – 2:55
5. Hit the Floor – 2:44
6. Easier to Run – 3:24
7. Faint – 2:43
8. Figure.09 – 3:18
9. Breaking the Habit – 3:17
10. From the Inside – 2:54
11. Nobody's Listening – 2:59
12. Session – 2:24
13. Numb – 3:06
14. Lost (2002 Mix) – 3:19 – presente solo nell'edizione 3 CD

LP 2-3 – Live in Texas
- Lato A

1. Don't Stay – 3:19
2. Somewhere I Belong – 3:35
3. Lying from You – 3:07
4. Papercut – 3:06

- Lato B

1. Points of Authority – 3:26
2. Runaway – 3:07 (Linkin Park, Mark Wakefield)
3. Faint – 2:46
4. From the Inside – 3:01

- Lato C

1. Figure.09 – 3:51
2. With You – 3:20 (Linkin Park, The Dust Brothers)
3. By Myself – 4:07
4. P5hng Me A*wy – 5:05

- Lato D

1. Numb – 3:14
2. Crawling – 3:42
3. In the End – 4:04
4. A Place for My Head – 3:57 (Linkin Park, Mark Wakefield)
5. One Step Closer – 4:01

LP 4-5 – Live in Nottingham 2003
- Lato A

1. Session – 1:14
2. Don't Stay – 3:16
3. Somewhere I Belong – 3:37
4. Lying from You – 3:40
5. Papercut – 3:06

- Lato B

1. Points of Authority – 3:26
2. Runaway – 3:53 (Linkin Park, Mark Wakefield)
3. Faint – 2:47
4. From the Inside – 2:56

- Lato C

1. Hit the Floor – 3:18
2. With You – 3:45 (Linkin Park, The Dust Brothers)
3. Crawling – 4:00
4. In the End – 4:30

- Lato D

1. Easier to Run – 4:05
2. A Place for My Head – 3:58 (Linkin Park, Mark Wakefield)
3. One Step Closer – 4:04

CD 2 – LPU Rarities 2.0
1. A.06 – 0:54
2. Pretty Birdy (Somewhere I Belong 2002 Demo) – 4:05
3. Sold My Soul to Yo Mama – 1:58
4. Standing in the Middle – 3:22 (Mike Shinoda, Paul Laster, Kurt Matlin)
5. Program (Meteora Demo) – 3:32
6. Faint (Demo 2002) – 3:11
7. Figure.09 (Demo 2002) – 3:24
8. Drawing (Breaking the Habit Demo 2002) – 3:32
9. Cumulus (2002 Demo) – 3:04
10. A-Six (Original Long Version) – 3:51
11. Soundtrack (Meteora Demo) – 3:16
12. Broken Foot (Meteora Demo) – 2:43
13. Ominous (Meteora Demo) – 3:08
14. Unfortunate (Unreleased Demo 2002) – 2:07
15. Pepper (Meteora Demo) – 2:56
16. Breaking the Habit (Original Mike 2002 Demo) – 3:18
17. Halo (Unreleased Demo 2002) – 3:42
18. Rhinocerous (2002 Demo) – 3:35
19. Attached (2003 Demo) – 3:29

CD 3 – Live Rarities 2003-2004
1. Lying from You (Live LPU Tour 2003) – 3:04
2. From the Inside (Live LPU Tour 2003) – 2:56
3. Easier to Run (Live LPU Tour 2003) – 3:21
4. Step Up (Live Projekt Revolution 2002) – 4:15
5. My December (Live Projekt Revolution 2002) – 4:27 (Mike Shinoda)
6. Crawling (Live Reading Festival 2003) – 3:35
7. Breaking the Habit (Live Rock am Ring 2004) – 5:35
8. Step Up/Nobody's Listening/It's Goin' Down (Live) – 4:57 (It's Goin' Down: Mike Shinoda, Joe Hahn, Anthony Williams, Keith Bailey, Rob Aguilar, Melvin Jones, Alvin Joiner)
9. Wish (Live Projekt Revolution 2004) – 4:28 (Trent Reznor)
10. One Step Closer (featuring Jonathan Davis) (Live Projekt Revolution 2004) – 3:57

CD 4 – Lost Demos
1. Lost – 3:19
2. Fighting Myself – 3:21
3. More the Victim – 2:41
4. Massive – 3:08
5. Healing Foot – 3:31
6. A6 (Meteora|20 Demo) – 3:55
7. Cuidado (Lying from You Demo) – 3:18
8. Husky (Hit the Floor Demo) – 3:14
9. Interrogation (Easier to Run Demo) – 3:40
10. Faint (Meteora|20 Demo) – 3:56
11. Plaster 2 (Figure.09 Demo) – 2:57
12. Shifter (From the Inside Demo) – 3:25
13. Wesside – 3:14
14. Resolution – 4:37

DVD 1
1. The Making of Meteora
2. The Art of Meteora
3. Work in Progress

DVD 2
1. Veterans Stadium 2003
2. Live in Seoul 2003

DVD 3
1. Live in Manila 2004
2. Live in Denver - Projekt Revolution 2004

## Formazione
Hanno partecipato alle registrazioni, secondo le note di copertina:
Gruppo
- Chester Bennington – voce
- Rob Bourdon – batteria, cori
- Brad Delson – chitarra, cori
- Phoenix – basso, cori
- Joseph Hahn – giradischi, campionatore, cori
- Mike Shinoda – rapping, voce, campionatore, arrangiamento strumenti ad arco (tracce 7 e 9)

Altri musicisti
- David Campbell – arrangiamento strumenti ad arco (tracce 7 e 9)
- Joel Derouin – violino (tracce 7 e 9)
- Charlie Bisharat – violino (tracce 7 e 9)
- Alyssa Park – violino (tracce 7 e 9)
- Sara Parkins – violino (tracce 7 e 9)
- Michelle Richards – violino (tracce 7 e 9)
- Mark Robertson – violino (tracce 7 e 9)
- Evan Wilson – viola (tracce 7 e 9)
- Bob Becker – viola (tracce 7 e 9)
- Larry Corbett – violoncello (tracce 7 e 9)
- Dan Smith – violoncello (tracce 7 e 9)
- David Zassloff – shakuhachi (traccia 11)

Produzione
- Don Gilmore – produzione
- Linkin Park – produzione
- John Ewing Jr. – ingegneria del suono
- Fox Phelps – assistenza tecnica
- Andy Wallace – missaggio
- Brian "Big Bass" Gardner – mastering, montaggio digitale
- The Flem – direzione artistica, grafica, installazione
- Delta – installazione
- Mike Shinoda – installazione
- Joe Hahn – installazione
- James Minchin III – fotografia
- Nick Spanos – fotografia

## Classifiche

### Classifiche settimanali
| Classifica (2003-23) | Posizione massima |
| -------------------- | ----------------- |
| Australia            | 2                 |
| Austria              | 1                 |
| Belgio (Fiandre)     | 1                 |
| Belgio (Vallonia)    | 1                 |
| Canada               | 2                 |
| Danimarca            | 3                 |
| Europa               | 1                 |
| Finlandia            | 2                 |
| Francia              | 3                 |
| Germania             | 1                 |
| Grecia               | 2                 |
| Giappone             | 6                 |
| Irlanda              | 1                 |
| Italia               | 1                 |
| Norvegia             | 1                 |
| Nuova Zelanda        | 1                 |
| Paesi Bassi          | 2                 |
| Polonia              | 3                 |
| Portogallo           | 1                 |
| Regno Unito          | 1                 |
| Repubblica Ceca      | 11                |
| Slovacchia           | 10                |
| Stati Uniti          | 1                 |
| Svezia               | 1                 |
| Svizzera             | 1                 |
| Ungheria             | 1                 |

### Classifiche di fine anno
| Classifica (2003) | Posizione |
| ----------------- | --------- |
| Australia         | 14        |
| Austria           | 14        |
| Belgio (Fiandre)  | 14        |
| Belgio (Vallonia) | 10        |
| Finlandia         | 49        |
| Francia           | 22        |
| Germania          | 7         |
| Italia            | 27        |
| Nuova Zelanda     | 20        |
| Paesi Bassi       | 42        |
| Regno Unito       | 35        |
| Stati Uniti       | 6         |
| Svezia            | 31        |
| Svizzera          | 8         |
| Ungheria          | 23        |
| Classifica (2023) | Posizione |
| Portogallo        | 47        |
| Repubblica Ceca   | 6         |
| Slovacchia        | 8         |
| Ungheria          | 58        |
| Classifica (2024) | Posizione |
| Polonia           | 66        |
| Portogallo        | 47        |
| Repubblica Ceca   | 10        |
| Ungheria          | 44        |

### Classifiche di fine decennio
| Classifica (2000–2009) | Posizione |
| ---------------------- | --------- |
| Stati Uniti            | 36        |